# Ewa Kuryluk

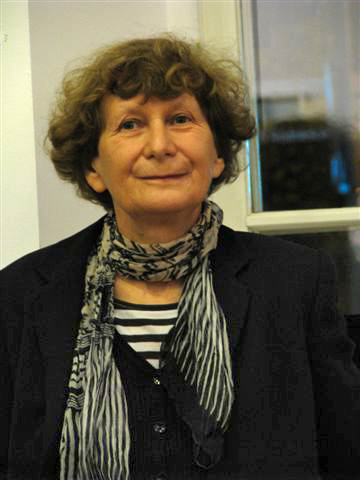
Ewa Kuryluk - Warsaw (Poland), October 13, 2009.

Ewa Kuryluk es una historiadora del arte, pintora, novelista y poeta polaca, nacida el 5 de mayo de 1946 en Cracovia.

## Trayectoria
Desde 1981, reside en los Estados Unidos, donde ha publicado varios ensayos. En Salome and Judas in the cave of sex. The grotesque: origins, iconography, techniques (Northwestern University Press 1987) analiza el concepto de lo grotesco y su plasmación en la obra literaria y plástica de Aubrey Beardsley. Veronica and her cloth: history, symbolism, and structure of a „true” image (B. Blackwell, Oxford - Cambridge 1991, ISBN 0-631-17813-9) es un estudio de la figura de Santa Verónica, desde las primeras menciones de este personaje en los apócrifos del Nuevo Testamento. 